# سام جاكوبس
سام جاكوبس (بالإنجليزية: Sam Jacobs)‏ هو كاهن كاثوليكي أمريكي، ولد في 4 مارس 1938 في غرينوود في الولايات المتحدة.